# 비결정성 금속

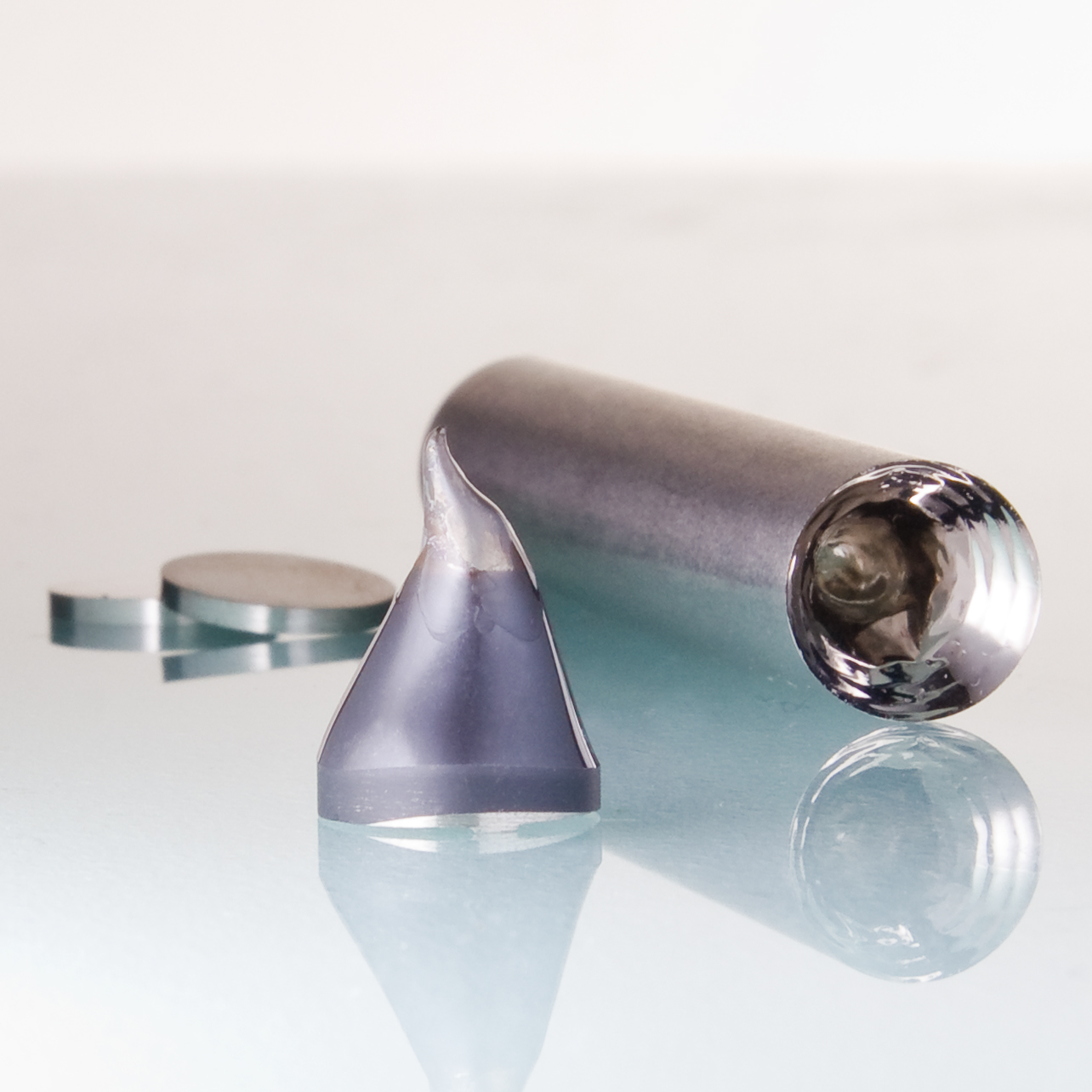

비결정질 합금(非結晶質 合金)은 결정(結晶)이 아닌 합금을 의미한다. 아몰퍼스 금속, 비결정성 합금, 비정질 금속 이라고도 한다.

## 결정질과 비결정질 (비정질)
결정이란 원자가 주기적인 배열을 하고 있는 것을 가리킨다. 특히 금속은 고체일 때 반드시 원자가 주기적으로 배열되어 있다. 한편 비정질(非晶質)인 고체물질도 적지 않은데, 유리는 전형적인 비정질의 예이다. 다시 말해서 원자가 제멋대로 흩어져 있는 상태이다. 금속이 비교적 열전도, 전기전도가 좋은 것은 결정이기 때문인 것으로 알려져 있었다.

## 제작 및 역사
1960년, 미국 캘리포니아 공과대학의 P. 듀에이 교수 등은 금과 실리콘의 합금을 녹여 고압의 가스로 동판에 분사시켜 급랭시킴으로써 결정이 없는 금속을 만드는 데 성공하였다. 이것이 급랭에 의하여 최초로 만들어진 비결정질 금속이다. 하지만 듀에이 박사가 만든 비결정질 금속은 겨우 0.1g도 안 되는 얇은 박(箔)으로, 실용화 같은 것은 생각지 못했었다.
실용화의 실마리를 만든 것이 일본의 마쓰모토(增本) 박사이다. 금속은 고체 상태에서는 원자가 규칙적으로 배열되어 있는데, 녹이면 액체 상태가 된다. 그런데 굳어짐에 따라서 원자는 다시 원래의 배열대로 늘어서려고 한다. 그러므로 매우 빠른 속도로 순간적으로 고화시켜 버려 원자에게 원래 상태로 돌아갈 시간을 주지 않는 것이다. 그런데, 물보다도 금속 쪽이 열전도가 크므로 냉각된 금속의 표면에 녹인 금속을 흐르게 하는 것이 가장 좋다. 물을 사용하면 얇고 길다란 비결정질 금속의 테이프가 만들어진다. 이와 같은 아이디어를 발전시켜서 고온의 녹인 금속을 고속회전하는 롤 위에 흘러 보내어 초급랭하는 방법이 쓰였다.

## 특징 및 활용
처음에는 팔라듐과 실리콘의 합금으로 비결정질 금속을 만들었는데 이것은 값이 비싸므로 실용에는 적합치 않았다. 그래서 철, 니켈, 코발트 등의 금속으로 실험을 되풀이하는 동안, 결정구조가 흐트러지면 이제까지의 금속이 가지지 않았던 몇가지 특성이 나온다는 것을 알았다.
첫째는 강도이다. 예컨대 철의 경우 결정철의 강도는 기껏 20kg/1mm2 정도밖에 안 되는데, 비결정질 철합금은 400kg/1mm2 나 되는 강도를 지닌다.
둘째, 내식성(부식에 강한 성질)과 자성(磁性)에 대하여 민감하게 반응하는 성질이다.
셋째, 비결정질은 투자율(재료 속을 어느만큼 자기가 통하기 쉬운가를 나타내는 값)이 높은 재료를 얻기 쉽다는 점이다. 예컨대 철합금의 비결정질의 경우, 자기에 매우 민감하여 약한 자계(磁界)를 걸어도 즉각 반응하며, 더구나 자계를 제거하면 즉각 원래 상태로 돌아간다. 이와 같은 성질은 자계가 빈번히 변화하고, 그에 민감하게 반응해 주어야만 하는 데에서 사용하기에 적합하다. 이와 같은 자기특성이 인정되어 비결정질 금속은 고성능 테이프 레코더의 자기헤드에 사용되고 있다.
핵융합이나 자기부상열차 등에 쓰이는 초전도재료에 비결정성 금속을 사용하기 위해 몇 가지 재료가 개발되어 있는데, 무르고, 가공하기 어려운 것이 문제이다. 이 점에서 적당한 끈기와 탄성이 있는 비결정질 금속이 유리하다는 것이다. 그리고 비결정질 금속을 화학반응의 촉매로서 응용한다든지, 에너지원이 되는 수소의 저장에 이용하는 등의 연구도 진행되었다. 이 밖에 비결정질 금속을 플라스틱이나 고무에 섞어서 강화한다든지 섬유에 섞어서 정전기 방지용 소재로 이용하는 등의 복합재료로서의 응용례도 나와 있다.
하지만 비결정질은 열에 약하다는 단점이 있다. 온도가 높아지면 급속 냉동에 의해서 순간적으로 동결된 비결정성 금속은 열에 의해서 다시 보통의 결정금속으로 되돌아가버린다. 일반적으로 400~500°C가 그 한계온도이다. 이 점을 극복하기 위해서는 가열해도 결정화되지 않는 합금조성(合金組成)을 찾아내는 일이 중요하며, 현재 700~800°C까지 안정된 합금도 나와 있다. 아모르퍼스 금속의 좋은 점은 녹은 상태에서 여러 가지 원소를 섞어 넣고 더구나 그 비율을 얼마든지 바꿀 수 있다는 점이다. 이런 여러 가지 장점을 지닌 비결정성 합금은 여러 가지 분야에서 널리 쓰일 것이며, 새로운 분야를 개척할 가능성이 있는 신소재이다.

## 같이 보기
- 재료과학